# 12월 7일 (영화)
《12월 7일》(December 7th: The Movie)은 미국에서 제작된 그레그 톨란드 감독의 1943년 액션, 전쟁 영화이다. 월터 휴스턴 등이 주연으로 출연하였고 존 포드 등이 제작에 참여하였다.

## 출연

### 주연
- 월터 휴스턴
- 해리 대번포트

### 조연
- 데이나 앤드루스
- 폴 허스트
- 조지 오브라이언
- 필립 안
- 랠프 버드
- 로버트 로워리
- 어빙 피첼
- 라이오넬 로이스
- 칼 스웬슨